# Động Thiên Sơn
Động Thiên Sơn hay Động Thiên Môn là một hang động nằm trong dãy núi Nùng Nàng, xã Nậm Lỏng (cách thị xã Lai Châu khoảng 6 km, bên cạnh tỉnh lộ). Đây là một động khô có cửa động cách chân núi vài chục mét. Bên trong là hang động khổng lồ với nhiều thạch nhũ nhiều hình thù và màu sắc có nhiều cột đá như trong một cung điện. Vào đầu thế kỷ 19, những người tham gia phong trào Thái Bình Thiên Quốc bị triều đình nhà Thanh rượt đuổi đã trốn trong động này. Dấu tích còn lại là những đồng xu mà nhiều người dân địa phương đã nhặt được. Tuy nhiên, năm 1980 thì động mới được phát hiện và được khai thác du lịch. Hiện vé vào tham quan động là 20.000 đồng/vé. Đây có thể xem là Tây Bắc đệ nhất động.